# Kanton Guipavas
Kanton Guipavas (fr. Canton de Guipavas) je francouzský kanton v departementu Finistère v regionu Bretaň. Skládá se ze dvou obcí.

## Obce kantonu
- Guipavas
- Le Relecq-Kerhuon